# Sankar Nath Maitra
Sankar Nath Maitra fue un diplomático indio.
- En 1935 entró al Indian Civil Service (British India), se desempeñó como Comisionado Adjunto en Assam hasta 1947.
- De 1948 a 1949 fue Comisionado de trabajo en Bengala Occidental.
- De 1949 a 1952 fue Magistrado del Distrito, en en:24 Parganas.
- Del diciembre de 1952 a julio de 1953 fue Comisionado de impuestos en Bengala Occidental.
- Del julio de 1953 a marzo de 1956 fue Comisario de las Islas Andamán y Nicobar .[1]
- De abril a noviembre de 1956 fue oficial de Turno Especial del Ministerio de Asuntos Exteriores (India).
- De noviembre de 1956 a 1958 fue Alto Comisionado adjunto en Daca (Pakistán Oriental).
- De Junio a noviembre de 1958 fue Alto Comisionado interino para la India en Karachi (Pakistán).
- De mayo de 1959 al 2 de agosto de 1962 fue embajador en Manila (Filipinas).[2]
- Después de su carrera diplomática, se dedicó al cultivo del té.[3]